# Pamela Schultz Nybacka
Pamela Nathalie Schultz Nybacka, född 7 september 1971 i Finska församlingen i Stockholm, är en svensk forskare. 

## Biografi
Pamela Schultz Nybacka är dotter till bibliotekarien Lars Olav Schultz (född 1935 i Hangö, död 2002 i Stockholm) och författaren och konstnären Ritva Anneli Nybacka (född 1948 i Jakobstad, död 2017 i Stockholm). På faderns sida har hon tre halvsyskon, bland andra gitarristen Max Schultz. Hon växte upp med sin mor i Bromma i Stockholm och blev svensk medborgare vid tio års ålder.

## Akademisk gärning och yrkesliv
Pamela Schultz Nybacka har studerat litteraturvetenskap och blev år 2011 filosofie doktor i företagsekonomi vid Stockholms universitet med avhandlingen Bookonomy. The Consumption Practice and Value of Book Reading. Hennes forskning rör bland annat bibliotek, litteraturkritik, populärlitteratur, konsumentkultur, kulturekonomi och konst i offentlig miljö. Hon har bland annat ansvarat för och utvecklat utbildningen i Förlagskunskap vid Historiska institutionen, Stockholms universitet. Hon har tagit fram Förlagshandboken (2022), utgiven av Nordiska oberoende förlags förening (NOFF) och med Arina Stoenescu som medredaktör samt studenter i rollerna som författare, projektdeltagare och illustratör.

### Bibliotekarieprogrammet vid Södertörns högskola
Pamela Schultz Nybacka arbetar som universitetslektor på Södertörns högskola, där hon grundade Bibliotekarieprogrammet år 2019 efter en idé av Anja Dahlstedt. Utbildningen har blivit det mest eftersökta bibliotekarieprogrammet på grundnivå i Sverige, både i totalt antal sökande och som förstahandsval.

### Romance och förlagsverksamhet
Pamela Schultz Nybacka är idégivare till och grundare (2018) av Romanceakademin, tillsammans med författaren Simona Ahrnstedt, förläggaren Ebba Östberg och den litterära agenten Anna Frankl.
År 2022 lanserade Schultz Nybacka bokförlaget Resonate Edition.

## Familj
Pamela Schultz Nybacka är bosatt i Bromma i Stockholm, är gift och har två söner födda 1997 och 2001.